# Abu (berg)
De Abu (Engels: Mount Abu) is de hoogste piek van het Aravalligebergte in de West-Indiase deelstaat Rajasthan. De berg bevindt zich in het district Sirohi en vormt een onderscheidbaar rotsplateau van 22 kilometer bij 9 kilometer. De hoogste piek op de Abu is de Guru Shikhar met 1722 meter. De Abu wordt ook wel 'een oase in de woestijn' genoemd, daar op haar hoogten zich veel rivieren, meren, watervallen en groenblijvende bossen bevinden.

## Geschiedenis
In de purana's wordt dit gebied aangeduid als Arbudaranya ("bos van de Arbhu") en 'Abu' is hiervan een verkleinwoord. In de Hindoeïstische mythologie staat geschreven dat rishi (hindoeheilige) Vashisht zich afzonderde bij de zuidelijke uitloper van Abu na zijn meningsverschillen met rishi Vishvamitra.

## Toerisme en bezienswaardigheden
Op 1220 meter ligt de stad Abu, het enige hill station in Rajasthan, waar mensen zich al eeuwenlang terugtrekken uit de hitte van lagere delen van Radjastan en Gujarat. Op de berg ligt ook het wildreservaat Abu, dat werd opgericht in 1960 en een oppervlakte van 290 km² omvat op de berg.

### Jaïnistische attracties

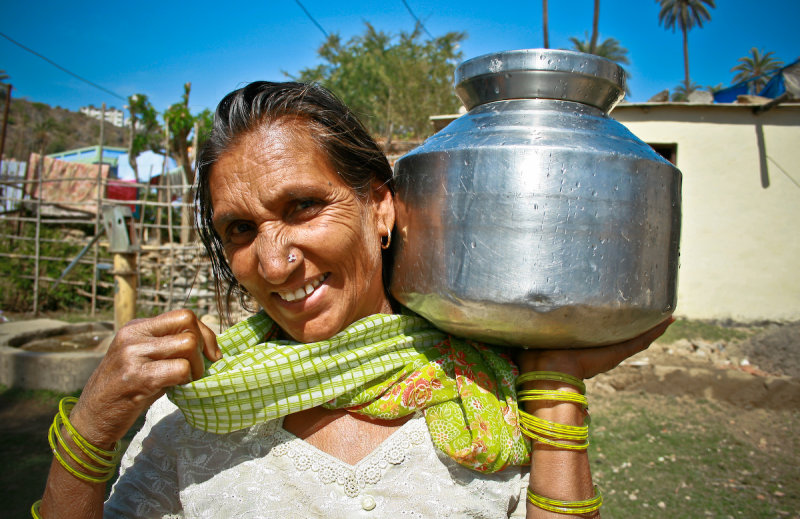
Woman of Mont Abu

Op de berg liggen ook een aantal jaïnistische tempels. De bekendste hiervan zijn de Dilwara-tempels; een tempelcomplex uitgesneden in wit marmer, gebouwd tussen de 11e en 13e eeuw. De oudste tempel van dit complex is de Vimal Vasahi-tempel uit 1031, die werd gebouwd door Vimal Shah en gewijd is aan de eerste jaïnistische Tirthankars. Een andere belangrijke tempel is de Lun Vasahi-tempel uit 1231, gebouwd door de gebroeders Vastupal en Tejpal uit de gemeenschap van de Porwad-Jaïnieten, die ministers waren van de lokale Gujaratische leider Raja Vir Dhawal.
In de buurt hiervan bevindt zich het 14e-eeuwse Fort Achalgarh, dat werd gebouwd door Rana Kumbha uit de Radjastaanse regio Mewar en waarbinnen zich ook verschillende jaïnistische tempels bevinden, waaronder de Achaleswar Mahadev-tempel uit 1412 en de Kantinath-tempel uit 1513.
Een andere populaire bezoekersattractie is het Nakkimeer, waar zich de Toad-rots bevindt op een heuvel. Op de heuvels rond het meer bevinden zich ook de Raghunath-tempel en het paleis van de Maharaja Jaipur.

### Andere religieuze attracties
Op de berg liggen ook een aantal hindoetempels, waaronder de rotstempel Adhar Devi, de Shri Raghunathji-tempel en een heiligdom en tempel gewijd aan Dattatreya, die zijn gebouwd op de top van de Guru Shikhar. Ook het wereldhoofdkantoor van de Brahma Kumaris Spirituele Akademie bevindt zich hier. Volgens hindoes bevindt zich ook een voetafdruk van de hindoegod Vishnoe bovenaan de top van de Abu. De Ambika Mata-tempel, gewijd aan Durga, bevindt zich in een rotsuitholling in Jagat, net buiten Abu.

## Vervoer
Het dichtstbijzijnde spoorstation is Abu Road, in de laagvlakte ten zuidoosten van de berg aan de Indian Railwaysspoorlijn van Delhi naar Ahmedabad.

## Demografie
Bij de Indische volkstelling van 2001 werd voor Abu een bevolking van 22 045 personen geregistreerd. Mannen vormden toen de meerderheid met 58% van de bevolking. De gemiddelde alfabetiseringsgraad bedroeg 67% (nationaal gemiddelde: 59,5%), scheef verdeeld tussen mannen (77%) en vrouwen (55%). 14% van de bevolking was in 2001 jonger dan 6 jaar.